# Древнеримский военный диплом

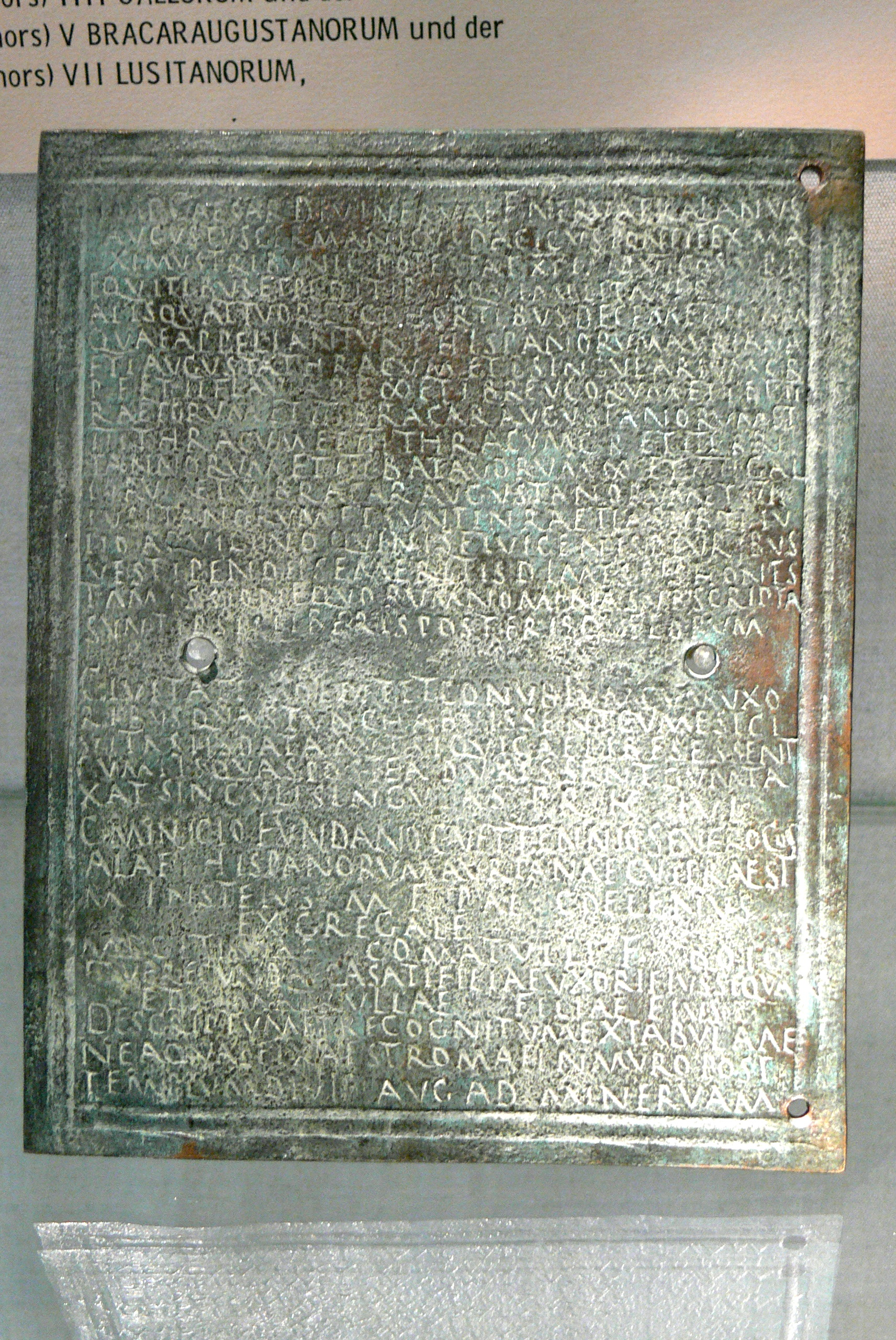
Военный диплом 107 года.

Вое́нный дипло́м (лат. diploma) — принятое современное название древнеримских документов, подтверждающих почётное увольнение солдата-перегрина из армии и дарование ему императором прав римского гражданства в награду за военную службу. Диплом, выгравированный на двух бронзовых табличках, представлял собой нотариально заверенную копию оригинального императорского указа (constitutio).
Первые военные дипломы появились в период принципата: эти документы выдавались солдатам, служившим во вспомогательных войсках, а также флоте, кавалерии преторианских когорт и городских когортах (поскольку в легионах в то время могли служить исключительно римские граждане), после 25 либо 26 (для служивших во флоте) лет беспрерывной службы. Так как римское гражданство предоставляло его обладателю, а также его потомкам значительные юридические и налоговые льготы, в том числе освобождение от подушного оклада, то введение военных дипломов способствовало романизации провинций и значительно увеличивало количество желающих рекрутироваться на службу. С принятием в 212 году эдикта Каракаллы, даровавшего римское гражданство всем жителям провинций, выпуск дипломов, ставших ненужными, практически прекратился, хотя для ветеранов флота и преторианских и городских когорт они выпускались вплоть до конца III века.
До нашего времени сохранилось более тысячи военных дипломов, хотя большинство из них представлено во фрагментарном виде.